# Atomosphyrus
Atomosphyrus is een geslacht van spinnen uit de familie springspinnen (Salticidae).

## Soorten
De volgende soorten zijn bij het geslacht ingedeeld:
- Atomosphyrus breyeri Galiano, 1966
- Atomosphyrus tristiculus Simon, 1902